# Breteuil, Eure
Breteuil, tudi Breteuil-sur-Iton, je naselje in občina v severozahodnem francoskem departmaju Eure regije Zgornje Normandije. Leta 2008 je naselje imelo 3.374 prebivalcev.

## Geografija
Kraj leži v pokrajini Normandiji ob reki Iton, 31 km jugozahodno od Évreuxa.

## Uprava
Breteuil je sedež istoimenskega kantona, v katerega so poleg njegove vključene še občine Les Baux-de-Breteuil, Bémécourt, Le Chesne, Cintray, Condé-sur-Iton, Dame-Marie, Francheville, Guernanville, La Guéroulde, Saint-Denis-du-Béhélan, Saint-Nicolas-d'Attez, Saint-Ouen-d'Attez in Sainte-Marguerite-de-l'Autel z 8.858 prebivalci.
Kanton Breteuil je sestavni del okrožja Évreux.